# Miribel-Lanchâtre
Miribel-Lanchâtre là một xã thuộc tỉnh Isère trong vùng Rhône-Alpes đông nam nước Pháp. Xã này nằm ở khu vực có độ cao từ 423-1509 rung bình mét trên mực nước biển. Theo điều tra dân số năm 1999 của INSEE có dân số là 264 người.
Thị trấn có cự ly 30 km (19 mi) về phía nam Grenoble.